# Steve Smith (Eishockeyspieler, 4. April 1963)
Steve Smith (* 4. April 1963 in Trenton, Ontario) ist ein ehemaliger kanadischer Eishockeyspieler, der während seiner aktiven Karriere zwischen 1980 und 1993 unter anderem 18 Spiele für die Philadelphia Flyers und Buffalo Sabres in der National Hockey League auf der Position des Verteidigers bestritten hat.

## Karriere
Smith spielte während seiner Juniorenzeit zwischen 1980 und 1983 für die Sault Ste. Marie Greyhounds eine herausragende Juniorenkarriere. In jedem der drei Jahre in der Liga wurde er ins Second All-Star Team der Liga gewählt und bereits im NHL Entry Draft 1981 in der ersten Runde an 16. Position von den Philadelphia Flyers ausgewählt.
Bereits im Verlauf Saison 1982/83 hatten die Flyers ihren Draft-Pick in den Profibereich eingeführt, ehe er dort ab dem Sommer 1984 dauerhaft Fuß fasste. Über die folgenden fünf Jahre schaffte es der Verteidiger aber nicht sich in der NHL zu etablieren. Zu den acht absolvierten Partien in der Spielzeit 1982/83 kamen nur sieben weitere Begegnungen dazu. Hauptsächlich spielte der Kanadier für die Farmteams der Flyers in der American Hockey League. Mit den Hershey Bears gewann er in der Saison 1987/88 den Calder Cup. Über den NHL Waiver Draft wechselte Smith im Oktober 1988 zu den Buffalo Sabres, doch auch dort war er bis 1991 zumeist für die Rochester Americans in der AHL aktiv und lief in nur drei NHL-Partien für die Sabres auf.
Nach Auslauf seines Vertrages wechselte Smith im Sommer 1991 nach Europa und spielte ein Jahr in Österreich für den EK Zell am See. Die Saison 1992/93 verbrachte Smith als Spielertrainer beim EV Bruneck in Italien.

## Erfolge und Auszeichnungen
- 1981 OHL Second All-Star Team
- 1982 OHL Second All-Star Team
- 1983 OHL Second All-Star Team
- 1988 Calder-Cup-Gewinn mit den Hershey Bears